# Pieni Suottasaari
Pieni Suottasaari är en ö i Finland. Den ligger i sjön Haukivesi och i kommunen Nyslott i  landskapet Södra Savolax, i den sydöstra delen av landet, 280 km nordost om huvudstaden Helsingfors. Öns area är 1,9 hektar och dess största längd är 230 meter i sydöst-nordvästlig riktning.